# Khao lam

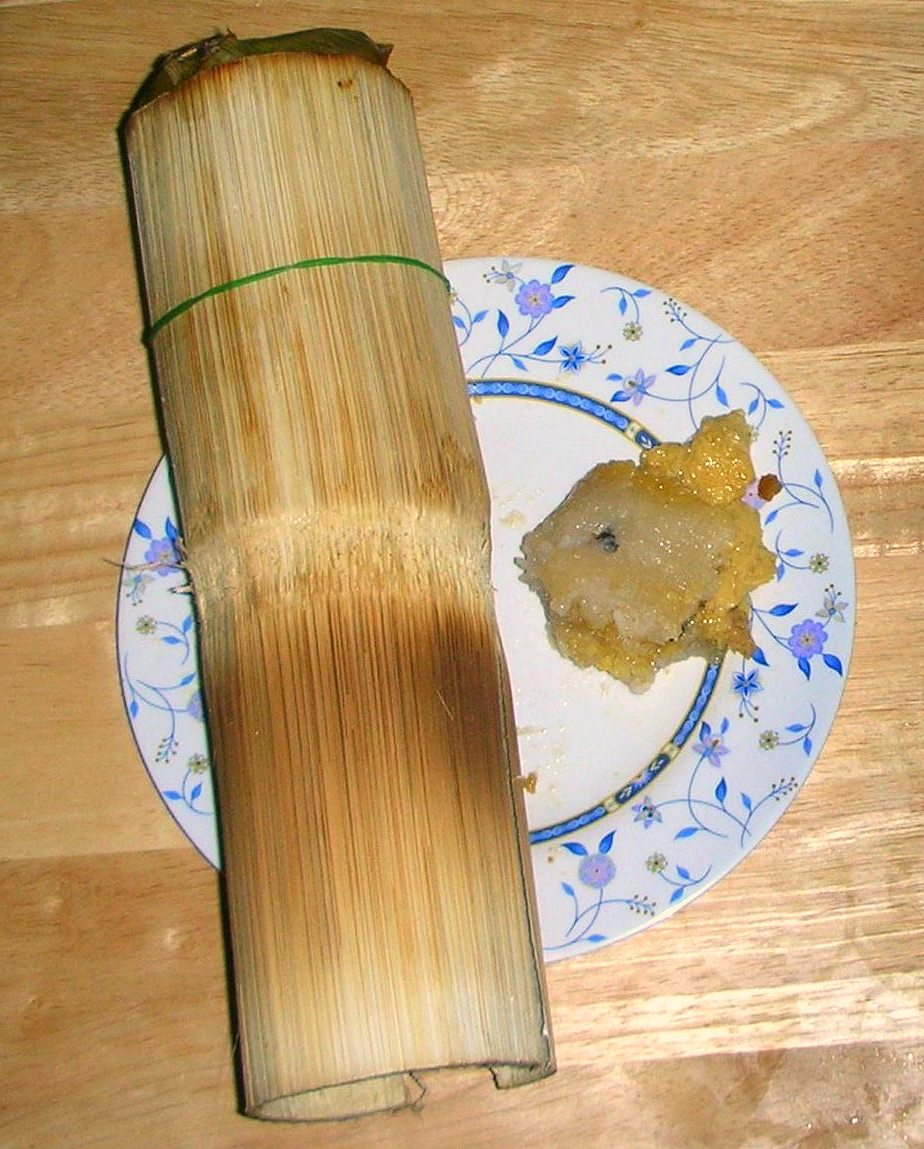
Un khao lam.

Le khao lam est du riz gluant sucré au lait de coco cuit dans un tronc de bambou évidé, originaire du Laos.
Le riz (blanc ou noir) est cuit dans le bambou à même la flamme. Le bambou ne brûle pas grâce à l'eau qu'il contient. Le riz est ensuite conservé dans le bambou où il a été cuit.
Pour déguster le khao lam, le bambou est épluché comme une banane, et le riz est saisi à la main.